# Ндимира, Паскаль-Ферме
Паскаль-Ферме Ндимира (рунди и фр. Pascal-Firmin Ndimira; род. 9 апреля 1956, Муйинга, одноименной провинции, Бурунди) — бурундийский политический и государственный деятель, премьер-министр Бурунди с 25 июля 1996 по 12 июля 1998 года.
Этнический хуту. Член партии «Союз за национальный прогресс» (УПРОНА). На посту премьер-министра пытался спасти Бурунди от этнического кровопролития, а затем вернуть страну на путь мира, в частности путём переговоров с вооруженными группировками, боролся с тяжёлой экономической и социальная ситуацией с продовольствием и за гуманитарную помощью стране.
Пришедший к власти в июле 1996 года президент Пьер Буйоя (тутси) в 1998 году упразднил пост премьер-министра, который в течение предыдущих 10 лет по заведённой им же традиции принадлежал представителю хуту, если президентом был тутси, и наоборот. В связи с этим Паскаль-Ферме Ндимира вынужден был шёл в отставку 12 июня 1998 года.